# Districtul Fang
Fang (în thailandeză ᨺᩣ᩠ᨦ ฝาง) este un district (Amphoe) din provincia Chiang Mai, Thailanda, cu o populație de 121.033 de locuitori și o suprafață de 888,164 km².

## Componență
Districtul este subdivizat în eight subdistricte (tambon), care sunt subdivizate în 128 de sate (muban).
| Nr. | Nume         | În thailandeză | Sate | Locuitori |  |
| --- | ------------ | -------------- | ---- | --------- |  |
| 1.  | Wiang        | เวียง           | 19   | 26,810    |  |
| 3.  | Mon Pin      | ม่อนปิ่น          | 22   | 19,123    |  |
| 4.  | Mae Ngon     | แม่งอน          | 18   | 17,715    |  |
| 5.  | Mae Sun      | แม่สูน           | 17   | 15,019    |  |
| 6.  | San Sai      | สันทราย         | 17   | 11,583    |  |
| 10. | Mae Kha      | แม่คะ           | 15   | 14,542    |  |
| 11. | Mae Kha      | แม่ข่า           | 13   | 9,873     |  |
| 12. | Pong Nam Ron | โป่งน้ำร้อน       | 7    | 6,368     |  |